# جاناتان تینهان
جاناتان تینهان (انگلیسی: Jonathan Tinhan؛ زادهٔ ۱ ژوئن ۱۹۸۹) بازیکن فوتبال اهل فرانسه است.
از باشگاه‌هایی که در آن بازی کرده‌است می‌توان به باشگاه ورزشی آمیان، باشگاه فوتبال ستاره سرخ، و باشگاه ورزشی مون‌پلیه اشاره کرد.